# ОШ „Ђура Даничић” Нови Сад
ОШ „Ђура Даничић“ је основна школа која се налази у Новом Саду, у улици Душана Васиљева у центру града, поред Дунава, на Подбари, у близини Београдског кеја, Рибље пијаце, Дунавског парка и Петроварадинске тврђаве.

## Историјат
Школа је отпочела свој рад 1. јануара 1960. године. Школа је названа по чувеном српском филологу Ђури Даничићу.

## Опремљеност
Иако школа није потпуно завршена, јер се градња прекинула у задњој етапи, те нема све неопходне просторије, у њој се редовно одвија васпитно-образовни рад. Постоји дванаест учионица, од којих су неке од њих претворене у кабинете, на пример биологије и хемије, мада не потпуно адекватно опремљене. Ипак, у учионицама постоје техничка средства попут телевизора и рачунара, а у некима и видео бим и лаптоп. Такође, постоји и информатички кабинет са више рачунара. Школа поседује и фискултурну салу, две учионице намењене за продужени боравак и школску кухињу са трпезаријом. Накнадно је направљена и школска библиотека. Као и у свакој другој основној школи и у овој се велика пажња посвећује не само опремању радног простора, већ и модернизацији наставе и подизању њеног квалитета.

## Специфичности
С обзиром да је у питању школа са малим бројем ђака у сваком одељењу, наставници су у прилици да се добро упознају са карактеристикама и особинама сваког појединог детета и примене индивидуални облик рада. Примењују се и ваннаставне активности. Већ годинама се практикује излет на Стражилово на почетку и на крају школске године. Организује се „Вашар спретних руку“ где деца самостално праве разне предмете, које презентују и продају. Поред различитих посета и излета у природи, повољна локација ове школе омогућава деци приступ бројним културно-уметничким садржајима. Близу школе налази се „Позориште младих“, затим биоскоп, музеји, Градска библиотека, Дунавски парк... Ученици су ангажовани и у оквиру активности ђачког парламента. Школа је забележила запажене резултате из области српског језика, а на разним конкурсима и у категорији млађих и у категорији старијих разреда.